# Koprivnica-Križevcis län
Koprivnica-Križevcis län (kroatiska: Koprivničko-križevačka županija) är ett av Kroatiens 21 län. Dess huvudort är Koprivnica. Länet har 124 467 invånare (år 2001) och en yta på 1 746 km².

## Administrativ indelning
Koprivnica-Križevcis län är indelat i tre städer och 22 kommuner.
- Städer:
  - Koprivnica
  - Križevci
  - Đurđevac

- Kommuner:
  - Drnje
  - Đelekovec
  - Ferdinandovac
  - Gola
  - Gornja Rijeka
  - Hlebine
  - Kalinovac
  - Kalnik
  - Kloštar Podravski
  - Koprivnički Bregi
  - Koprivnički Ivanec
  - Legrad
  - Molve
  - Novigrad Podravski
  - Novo Virje
  - Peteranec
  - Podravske Sesvete
  - Rasinja
  - Sokolovac
  - Sveti Ivan Žabno
  - Sveti Petar Orehovec
  - Virje